# Claire Sermonne
Claire Sermonne Galievsky, es una actriz francesa-rusa.

## Biografía
Claire se graduó del "Art Theater School of Moscow, MXAT".

## Carrera
Claire es una de las fundadoras del Festival de Teatro "Le Festival du Nouveau Théâtre Populaire" en el Oeste de Francia.
En el 2016 se unió al elenco recurrente de la segunda temporada de la exitosa serie Outlander donde interpretó a Louise la marquesa de Rohan, una mujer noble que se hace amiga de Claire Beauchamp-Fraser (Caitriona Balfe).

## Filmografía

### Series de televisión
| Año  | Título    | Personaje                | Notas                    |
| ---- | --------- | ------------------------ | ------------------------ |
| 2016 | Outlander | Louise, Marquesa de Roha | 5 episodios              |
| 2010 | Profilage | Sabrina                  | episodio "Comme sa mère" |

### Películas
| Año  | Título                      | Personaje         | Notas |
| ---- | --------------------------- | ----------------- | --- |
| 2016 | Inferno d'August Strindberg | Sylvia Strindberg | junto a Pierre Mille, Jean Peyrelade, Clovis Fouin, Jonathan Pineau Bonetti, Brizit Pesquet y Colette Stern      |
| 2015 | Monsieur Cauchemar          | Lucile            | junto a Patrick Adler, Laurent Biras, Frédéric Boismoreau, Phil Bourdil, Joelle Champeyroux y Christian Chauvaud |

### Teatro
| Año         | Obra                 | Personaje       | Director        | Teatro                       | Notas                                                      |
| ----------- | -------------------- | --------------- | --------------- | ---------------------------- | ---------------------------------------------------------- |
| 2015        | Le Vivier Des Mots   | -               | Valère Novarina | -                            | -                                                          |
| 2015        | La Nuit Des Rois     | -               | Clément Poirée  | Théâtre des Quartiers d'Ivry | junto a Suzanne Aubert, Moustafa Benaïbout y Bruno Blairet |
| 2013 - 2014 | La Cousine Bette     | Valérie Marneff | Frank Castorf   | The Volksbühne               | -                                                          |
| 2012        | La Dame Aux Camelias | Marguerite      | Frank Castorf   | Théâtre de l’Odéon           | -                                                          |
| 2007 - 2009 | Le Cid               | Chimène         | Alain Ollivier  | The Nuits de Fourvière       | -                                                          |